# Marca d'esquerra a dreta
La marca d'esquerra a dreta és un caràcter de control o caràcter de format invisibles, que s'utilitza en la tipografia de computat de text que conté guions mixtos d'esquerra-a-dreta (com els guions en anglès i rus) i de dreta a esquerra (com àrab, pèrsic i hebreu). S'utilitza per establir el camí de caràcters adjacents que s'agrupen respecte a la direcció del text.
La marca d'esquerra a dreta és útil quan una cadena d'un sistema d'escriptura escrita d'esquerra a dreta i de caràcters no alfabètics és utilitzada en un text escrit de dreta a esquerra.

## Exemple d'ús en HTML
Imaginem que volem utilitzar un text en català (que s'escriu d'esquerra a dreta) en un paràgraf escrit en àrab o hebreu (que s'escriu de dreta esquerra) amb caràcters no alfabètics a la dreta del text en català. Per exemple, es vol traduir "el llenguatge C++ és un llenguatge de programació que s'utilitza ..." a l'àrab. Sense el caràcter de control LRM, el resultat té aquest aspecte:
لغة C++ هي لغة برمجة تستخدم...
Si s'introdueix el caràcter LRM després del ++, queda així, com seria la intenció de l'autor:
لغة C++‎ هي لغة برمجة تستخدم...
En el primer exemple, sense el caràcter de control LRM, un navegador web ensenyarà els caràcters ++ a l'esquerra de la "C" perquè el navegador s'adona que el paràgraf és d'un text en àrab que va de dreta a esquerra i aplicarà la puntuació, que és neutral en direcció, segons la direcció del text adjacent. El caràcter de control LRM fa que la puntuació sigui adjacent a l'únic text d'esquerra a dreta – la "C" i l'LRM – i els posicionarà com si fos en un text d'esquerra a dreta, és a dir, a la dreta del text precedent.
Algun programari requereix que es faci servir el codi HTML &#8206; o &lrm; en comptes del caràcter Unicode tot sol, que és invisible. Si s'utilitza el caràcter Unicode directament pot fer complicada l'edició.